# Khánh Di
Khánh Di (chữ Hán: 慶怡; 1763 – 1813), Ái Tân Giác La, là một Tông thất của nhà Thanh trong lịch sử Trung Quốc.

## Cuộc đời
Khánh Di ban đầu có tên là Khánh Ngọc (庆玉) sinh vào giờ Thân, ngày 17 tháng 7 (âm lịch) năm Càn Long thứ 28 (1763), trong gia tộc Ái Tân Giác La. Ông là con trai thứ hai của Phụng ân Phụ quốc công Thịnh Xương, mẹ ông là Đích Phu nhân Phú Sát thị (富察氏). Năm Càn Long thứ 49 (1784), tháng 11, ông được phong tước Nhị đẳng Phụ quốc Tướng quân (二等輔國將軍). Đến tháng 11 năm thứ 52 (1787), cha ông qua đời nên ông được thừa kế tước vị Phụng ân Phụ quốc công, hơn nữa được phong làm Tán trật đại thần. Năm thứ 57 (1792), ông nhậm chức Phó Đô thống Quy Hóa Thành ở Sơn Tây.
Năm Gia Khánh thứ 7 (1802), ông lần lượt được điều nhiệm qua các chức vụ Phó Đô thống Mông Cổ Tương Hoàng kỳ, Kiện Duệ doanh Đại thần. Đến tháng 12, ông được thăng làm Quảng Châu Tướng quân, đứng đầu quân trú thủ ở Quảng Châu. Tháng 3 năm thứ 10 (1805), ông xin từ chức vì bị bệnh. Năm thứ 11 (1806), tháng 4, ông trở lại nhậm chức Đô thống Hán quân Chính Hồng kỳ. Tháng 5 cùng năm, ông kiêm thay quyền Đô thống Mông Cổ Tương Bạch kỳ. Đến tháng 9, ông được giao quản lý sự vụ Hỏa khí doanh (火器營) và trở thành Tông Nhân phủ Hữu tông nhân (右宗人). Tháng 8 năm sau (1807), ông được thăng làm Sát Cáp Nhĩ Đô thống, quản lý tất cả Bát kỳ Sát Cáp Nhĩ. Năm thứ 15 (1810), tháng 12, ông lại được điều làm Kinh Châu Tướng quân. Nhưng chỉ đến tháng 8 năm sau (1811) ông đã bị cách chức. Năm thứ 18 (1813), ngày 2 tháng giêng (âm lịch), ông qua đời, thọ 51 tuổi.

## Gia quyến

### Thê thiếp
- Đích Phu nhân: Phú Sát thị (富察氏), con gái của Tuần phủ Minh Hưng (明興). Minh Hưng là con trai của Quảng Thành – anh trai cả của Hiếu Hiền Thuần Hoàng hậu.
- Thứ thiếp:
  - Mã thị (馬氏), con gái của Tam đẳng Thị vệ Tái Thăng A (賽昇阿).
  - Trương thị (張氏), con gái của Hộ quân Đắc Phúc (得福).

### Hậu duệ

#### Con trai
1. Trường Ân (長恩; 1783 – 1786), mẹ là Đích Phu nhân Phú Sát thị, chết yểu.
2. Nguyên Đăng (元登; 1794 – 1796), mẹ là Thứ thiếp Mã thị, chết yểu.
3. Nguyên Thông (元通; 1795 – 1796), mẹ là Thứ thiếp Mã thị, chết yểu.
4. Khang Thái (康泰; 1804 – 1806), mẹ là Thứ thiếp Trương thị, chết yểu.

#### Con thừa tự
1. Cảnh Luân (景綸; 1796 – 1847), là con trai thứ ba của Thành Miên – anh trai của Khánh Di. Năm 1811 được cho làm con thừa tự. Năm 1813 được thế tập tước vị Phụng ân Phụ quốc công. Năm 1839 bị cách tước. Có ba con trai và một con trai thừa tự.